# King Clone

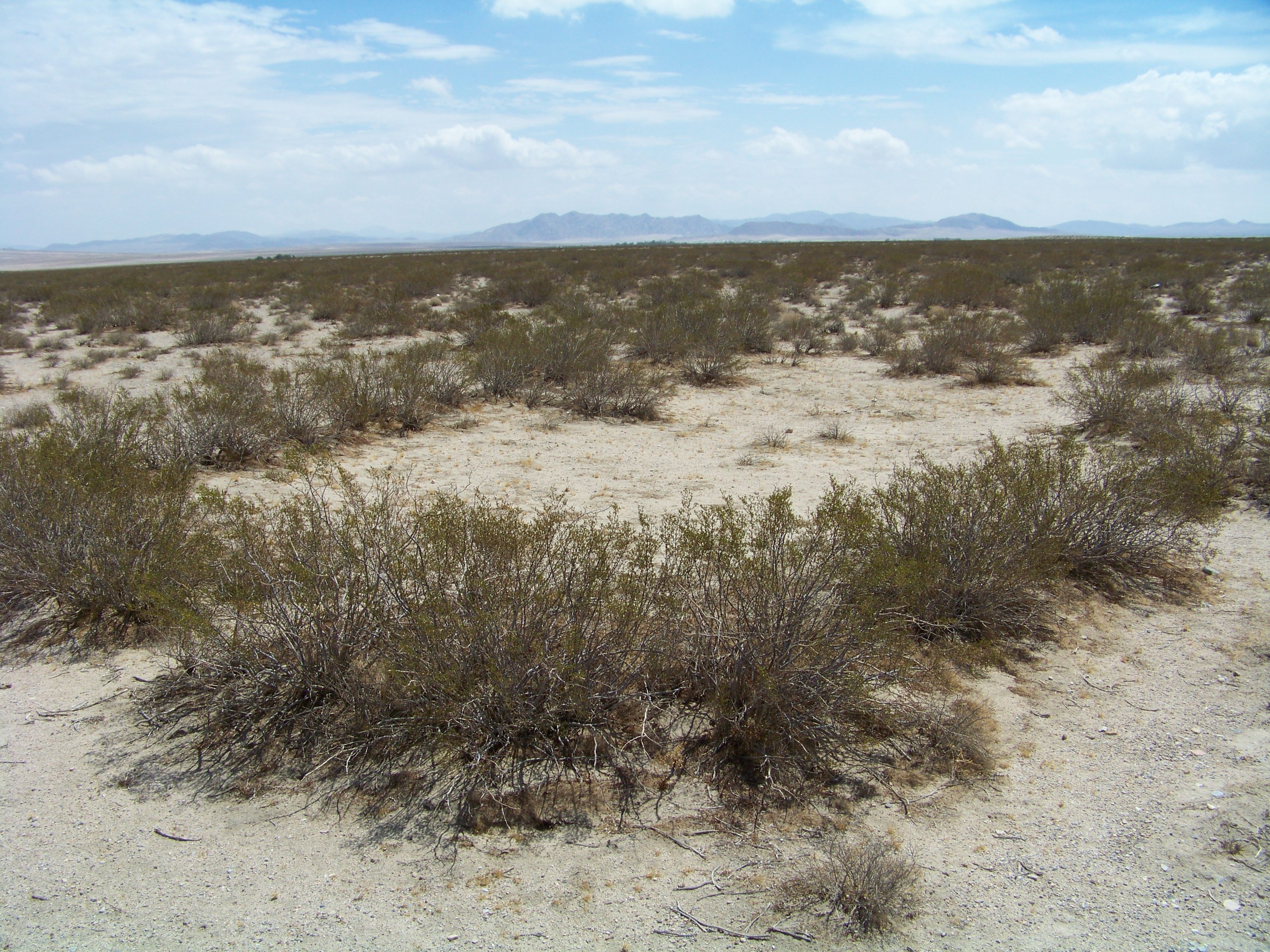
Кинг Клон, старейшая клональная колония пустыни Мохаве

Кинг Клон (англ. King Clone) — клональная колония креозотового куста (Larrea tridentata); имеет форму кольца, считается старейшим кустарниковым клоном в пустыне Мохаве. Продолжительность жизни колонии оценивается в 11 700 лет, что делает её одним из старейших живых организмов на Земле. Эта колония достигает 20 метров в поперечнике (средний поперечник — 14 метров).

## География
Кольцо Кинг Клон расположено на территории с ограниченным доступом в центральном районе пустыни Мохаве, примерно в километре к северу от калифорнийского шоссе 247 на Бессемер Майн Роуд возле поселков Люцерн Валли и Лэндерс. Оно находится в заповеднике креозотовых колец Люцерн Валли и Джонсон Валли.

## Датировка
Фрэнком Васеком, профессором Калифорнийского университета в Риверсайде, был установлен и задокументирован возраст Кинг Клона, составляющий примерно 11 700 лет. После того, как Васек предлоложил, что креозотовое кольцо является единым организмом, Леонелю Штернбергу (тогда ещё аспиранту, работающему в лаборатории Васека), удалось показать, что растения в кольце обладают рядом идентичных характеристик, отличных от других кластеров этого растения. Затем Васек использовал два метода определения возраста кольца: первый метод — подсчет годичных колец и измерение роста растения, второй — радиоуглеродный анализ кусков древесины, найденных в центре кольца, и измерение расстояния между кустами. Оба метода датирования дали одинаковые результаты.